# اولیانوفکا (شهرستان کارماسکالینسکی، باشقیرستان)
اولیانوفکا (انگلیسی: Ulyanovka, Karmaskalinsky District, Republic of Bashkortostan) یک شهرک در شهرستان کارماسکالینسکی استان باشقیرستان کشور روسیه است.